# Prison de Saidnaya
La prison de Saidnaya (en arabe : سجن صيدنايا, Sajn Ṣaydnāyā) est un lieu de détention situé à Saidnaya, à 30 kilomètres au nord de Damas, en Syrie. Au cours de la guerre civile syrienne, des milliers d'opposants au régime de Bachar el-Assad y trouvent la mort, sous la torture ou exécutés par pendaison. La prison où seraient morts environ 30 000 détenus entre 2011 et 2018, essentiellement des prisonniers politiques, est alors qualifiée d'« abattoir humain » ou de « camp d'extermination ». La prison est libérée par les rebelles le 8 décembre 2024.

## Administration
La prison de Saidnaya, subordonnée au ministère de la Défense, est gérée par la police militaire sous tutelle directe de la division du renseignement militaire, branche des services de renseignement syriens.
En 2022, un rapport de l'Association des détenus et des disparus de la prison de Saidnaya (ADMSP), publie un rapport détaillant les chaînes de commandement de la prison, liant directement ses responsables aux branches 227 et 293 des services de renseignement syriens, du ministère de la défense, à la Cour de justice militaire et diverses institutions du régime syrien,.
Le général Mohammed Kanjo Hassan, chef de la justice militaire, prononce plusieurs milliers de condamnations à mort à Saidnaya. Après la chute du régime, il est arrêté le 26 décembre 2024 lors d'une opération à Khirbet al-Mazah, près de Tartous.

## Les lieux
La prison est située à Saidnaya, à 30 kilomètres au nord de Damas, en Syrie. Construite par Hafez Al-Assad en 1987, elle est divisée en deux bâtiments ; dans le premier, blanc et en forme de L, se trouvent les soldats détenus pour manque de loyauté envers le régime ; le second, rouge et en forme d'étoile à trois branches, est réservé aux civils opposants au régime,. Pour contrer les attaques et empêcher les évasions, les murs d’enceinte sont dotés de miradors, de mines antichar, de mines antipersonnel, et d'un canon 2S1 Gvozdika et une douzaine de véhicules blindés patrouillent le complexe. 
La prison comprend deux batiments de détention distincts. Le bâtiment rouge, principal, est réservé aux civils, principalement des manifestants et opposants au régime. Le bâtiment blanc, le plus récent, était destiné aux militaires suspectés de déloyauté mais a aussi été utilisé pour enfermer des civils, et pour torturer ou exécuter les prisonniers.
Elle prévue pour détenir 5 000 personnes, mais au cours de la guerre civile syrienne, jusqu'à 20 000 personnes y ont été  détenues simultanément,,.
Une enquête menée par Amnesty international et Forensic Architecture vise en 2016 à représenter et modéliser l'intérieur de la prison, d'après des recoupements de témoignages et images satellites : elle aboutit à une visite virtuelle des lieux, auxquels les ONG n'ont jamais eu accès,,,,.
En 2017, les États-Unis, après comparaisons de photographies satellites du lieu indiquant la modification d'un bâtiment du complexe militaire, accusent le régime syrien d'avoir probablement construit un incinérateur qui serait une « tentative de cacher l'étendue des meurtres de masse perpétrés à Saidnaya »,.
D'anciens détenus témoignent également de l'existence, dès 2013, de deux cellules remplies de sel, surnommées les saloirs, servant de morgues improvisées, en l'absence de chambre froide, « pour répondre au rythme des tueries perpétrées ». Des détenus sont parfois enfermés dans ces pièces, où se trouvent également des cadavres.

## Tortures et conditions de détention
Si la torture est pratiquée dans de nombreuses prisons du régime syrien, celle de Saidnaya est considérée comme la pire de toutes,,. Selon Amnesty International : « Des victimes de Saidnaya ont livré des témoignages effrayants quant à la vie à l'intérieur de la prison. Ils évoquent un monde soigneusement pensé pour humilier, dégrader, rendre malade, affamer et finalement tuer ceux qui s'y trouvent enfermés. » Dès leur arrivée à Saidnaya, avant même d'être enfermés, les prisonniers sont battus par les gardiens à coups de barres de fer, de plastique ou de câbles électriques au cours d'une « fête de bienvenue »,,.
Après leur arrivée à Saidnaya, les détenus passent leurs premiers mois dans des cellules d'isolement, situées dans les sous-sols et larges de 80 cm sur 1,70 mètre, 1,80 mètre sur deux mètres ou encore deux mètres sur 2,5 mètres,,. La prison en compte 48. Elles sont le plus souvent plongées dans l'obscurité, la lumière du jour n'y filtre que quelques heures par jour à travers des trous étroits. Souvent jusqu'à une quinzaine de personnes y sont enfermées en même temps. L'hiver, les prisonniers sont laissés sans couverture en dépit du froid,. Après plusieurs mois dans ces cellules souterraines, les détenus sont ensuite transférés vers des cellules en surface. Ces dernières sont plus grandes — environ 25 mètres carrés — mais les prisonniers s'y entassent par dizaines, les salles n'ont pas de fenêtres, mis à part un judas grillagé donnant sur le couloir, et les détenus sont maintenus dans l'obscurité la majeure partie du temps,.
Les prisonniers sont regroupés à plusieurs dans les cellules. Ils ont interdiction de parler, de faire du bruit ou de regarder les gardiens. La nourriture, quand elle est distribuée, est souvent répandue à même le sol dans les cellules. Les tortures, les passages à tabac, la faim, la soif et les maladies tuent quotidiennement. Chaque matin, vers 9 heures, des cadavres sont ramassés dans les cellules par les gardiens.
Selon Amnesty, les actes de tortures sont « généralisés et systématiques contre tous les civils soupçonnés d'être contre le régime ». Parmi les violences régulières figurent des décharges électriques, des brûlures à l'eau bouillante, l'arrachage des ongles des pieds ou des mains et les viols,. Souvent, des détenus sont violés avec des matraques par des gardiens ou sont contraints de violer d'autres détenus,,.
Le 21 mai 2016, l'OSDH affirme qu'au moins 60 000 personnes sont mortes sous la torture ou en raison des mauvais traitements selon des renseignements obtenus auprès de sources du régime. Ce nombre concerne l'ensemble des lieux de détention du régime syrien, mais le plus grand nombre de décès a été répertorié dans la prison de Saidnaya, près de Damas, et dans les centres de détention des services de renseignements de l'armée de l'air et de la sécurité de l'État. À cette date, l'OSDH affirme avoir établi une liste des noms de 14 456 morts, dont 110 enfants, et indique qu'environ 500 000 personnes sont passées par les prisons du régime depuis le début du soulèvement en 2011.
Selon un bilan de la Human Rights Data Analysis Group (HRDAG), repris par Amnesty International, au moins 17 723 personnes sont mortes dans les centres de détention du régime syrien entre mars 2011 et décembre 2015. Mais le bilan réel est estimé comme étant très probablement bien plus élevé. Selon Amnesty International, environ 300 personnes meurent chaque mois dans les prisons syriennes,.
En septembre 2022, le rapport de l'ADMSP divulgue les conclusions de leurs recherches, fondées notamment sur le témoignage d'une trentaine d'anciens employés ayant fait défection, estime qu'environ 30 000 détenus (essentiellement des prisonniers politiques), y ont trouvé la mort entre 2011 et 2018, ainsi que 500 détenus exécutés entre 2018 et 2021,,.

## Pendaisons et exécutions extra-judiciaires
Dans un rapport publié le 7 février 2017, Amnesty International estime qu'environ 5 000 à 13 000 opposants au régime syrien ont été pendus dans la prison de Saidnaya entre septembre 2011 et décembre 2015. Mais l'auteure du rapport, Nicolette Waldman, déclare : « il n'y a aucune raison de penser que les pendaisons se sont arrêtées. Nous pensons que ces exécutions se poursuivent encore aujourd'hui et que des milliers de personnes ont été tuées ». L’Association des détenus et disparus de Saydnaya estimait en 2022 que plus de 30 000 détenus ont été exécutés entre 2011 et 2018.
Les pendaisons se déroulent une à deux fois par semaine, le plus souvent le lundi et le mercredi, au milieu de la nuit. En début d'après-midi, les geôliers appellent ceux dont les noms figurent sur leur liste. Ils leur font d'abord croire qu'ils vont être transférés dans une prison civile, à Adra ou Alep, où les conditions de détention sont beaucoup plus acceptables, mais au lieu de cela ils sont conduits dans une cellule d'une quinzaine de mètres carrés, située au sous-sol de la prison,,. Les détenus y restent jusqu'au milieu de la nuit ou au matin et sont entretemps passés à tabac par les gardiens,,. Les prisonniers sont ensuite emmenés dans un autre bâtiment de Saidnaya,. Les détenus sont d'abord présentés à un « tribunal militaire opérationnel ». La procédure est très sommaire, elle ne dure qu'une ou deux minutes, les détenus ont les yeux bandés, ils n'ont pas droit à un avocat et le tribunal s'appuie sur des « aveux » extorqués sous la torture ou des déclarations préalablement remplies. Les condamnés à mort ne sont pas informés de la sentence, ils ne l'apprennent que quelques minutes avant leur exécution. Ces derniers signent leur avis de décès avec leur empreinte digitale, on leur demande d'exprimer leurs derniers souhaits, puis ils sont exécutés dans les minutes qui suivent,. Selon le rapport d'Amnesty International : « Pendant tout le processus, les victimes gardent les yeux bandés. Elles ne savent pas quand ni comment elles vont mourir, jusqu'à ce que la corde leur soit passée autour du cou ». La salle d'exécution, située au sous-sol du « bâtiment blanc », a été agrandie en juin 2012 et est divisée en deux pièces, jusqu'à dix personnes peuvent être pendues en même temps dans l'une des pièces, vingt dans l'autre. Les condamnés sont exécutés par groupes de 20 à 50, ils sont amenés sur une plateforme surélevée à un mètre du sol,. Dans la première pièce, l'exécution se fait à l'aide d'une trappe ; dans la seconde, les condamnés sont poussés dans le vide par un gardien. Selon un ancien juge interrogé par Amnesty International et ayant assisté aux pendaisons : « Ils les laissent [se balancer] là pendant 10 à 15 minutes. Certains ne meurent pas parce qu'ils sont légers. Surtout les jeunes, car leur poids ne suffit pas pour les tuer. Des assistants les détachent alors et leur brisent la nuque » ou bien « des assistants de l’officier en charge tirent alors leurs corps vers le bas pour leur casser le cou ». Les corps sont ensuite envoyés à l'hôpital militaire de Tishreen, à Damas. Après avoir été répertoriés, ils sont placés dans des cercueils en bois, ou bien simplement enveloppés dans des sacs en plastique ou encore laissés tels quels. Ils sont ensuite enterrés discrètement dans des fosses communes sur des terrains appartenant à l'armée,. Selon des témoignages recueillis par Amnesty International, parmi les lieux d'inhumation figureraient le village de Najha, entre Damas et Soueïda, et la petite ville de Qatana. Le 15 mai 2017, les États-Unis affirment qu'un crématorium a été construit à Saidnaya pour brûler les corps des détenus,. Après la chute du régime, une fosse commune est découverte à Al-Qutayfah, qui recèle les ossements de plus de 100 000 cadavres.
Selon Amnesty International : « Les condamnations à mort sont approuvées par le grand mufti de Syrie et par le ministre de la Défense ou le commandant en chef de l'armée, qui ont le pouvoir d'agir au nom du président Bachar el-Assad,,. » Nicolette Waldman déclare : « La sentence est approuvée par le ministre de la Défense, dont la signature est mandatée par le président Assad. Il est impossible que les hauts responsables et les hauts gradés du régime ne soient pas au courant. Il s’agit d’une politique d’extermination. »

## Témoignages d'anciens détenus
Généralement présentés comme des survivants, les anciens détenus, de même que les familles de détenus ou de disparus, refusent en général de témoigner publiquement, par crainte de représailles. Selon Omar Alshogre, la torture à Saidnaya n'a pas pour objectif de faire parler, mais de faire taire, pour toujours. Cependant, de nombreux témoignages, certains publiés sous couvert d'anonymat sous un pseudonyme, ont pu être recueillis, notamment par Amnesty International et Forensic Architecture. Garance Le Caisne, pour son livre Opération César, Au cœur de la machine de mort syrienne, a recueilli non seulement le témoignage du photographe légiste César, mais aussi ceux de plusieurs anciens détenus. Et en novembre 2019, The Association of Detainees and The Missing in Sednaya Prison (association des détenus et disparus dans la Prison de Saidnaya) publie un rapport de 60 pages basé sur les témoignages de 400 anciens détenus rencontrés en personne. Selon Diab Serriyah, coordinateur général de l'association, « ce rapport montre, en fournissant des chiffres et des témoignages, comment le régime a utilisé le mécanisme d'arrestation et de disparition forcée comme l'un des instruments de la guerre contre la société syrienne ». Malgré tout, il est très difficile d'établir des nombres précis, le régime syrien lui-même étant incapable de donner des chiffres ou listes de détenus.

## Réactions internationales
Le 8 février 2016, les enquêteurs du Conseil des droits de l'homme des Nations unies affirment que ces exactions sont le résultat d'une « politique d'État » et accusent le régime syrien de mener une « extermination » des détenus. Le chef de la commission, Paulo Pinheiro, déclare : « Le caractère massif des morts de détenus suggère que le gouvernement syrien est responsable d’actes qui relèvent de l’extermination et sont assimilables à un crime contre l’humanité. »

## Direction de la prison
Le directeur de la prison de 2013 à 2017, le brigadier général Mahmoud Maatouk, meurt dans des conditions mystérieuses. Il est assassiné par des hommes armés en décembre 2017 ou début 2018 à Harasta. C'est sous sa direction que la majorité des décès causés par la famine, le manque de soin, la torture et les exécutions extrajudiciaires ont eu lieu,,. En juin 2021, le colonel Wassim Hassan est le second directeur de Saidnaya à mourir brutalement, officiellement de crise cardiaque. Il avait été mis à la retraite anticipée en 2020,.

## Libération de leaders islamistes en 2011
Au début de la révolution syrienne, le 26 mars 2011, le régime syrien relâche 260 prisonniers politiques de Saidnaya, répondant, selon RFI, à l'une des principales revendications de l'opposition. Selon Abdel Karim Rihaoui, président de la Ligue syrienne de défense des droits de l'homme, il s'agit en grande majorité d'islamistes et de 14 kurdes,,,,. Pour Abdel Karim Rihaoui, il s'agit d'un « bon début », mais Basel al-Jounaydi, dans un article paru sur le site d’étude de la révolution syrienne « Al-Joumhouriya », estime que le régime syrien veut « islamiser » et si possible « djihadiser » le mouvement de contestation. Selon Ignace Leverrier, l'« amnistie présidentielle » du mois de mai 2011 a pour objectif de se concilier les Syriens en colère, mais au lieu de libérer les leaders de la contestation, les services de renseignements prennent « soin » de ne libérer que de simples manifestants et quelques centaines de prisonniers islamistes. Des salafistes, notamment des  membres d’al-Qaïda, quittent la prison de Saidnaya par groupes de 20 à 30 individus chaque jour. Plusieurs centaines d'autres prisonniers d’opinion sont libérés en juin 2011 lors d'une amnistie présidentielle. Selon Slate, il s'agit pour la plupart de djihadistes.
Les prisonniers libérés en 2011 fondent ou rejoignent alors des groupes rebelles ou djihadistes, parmi eux figurent notamment Zahran Allouche, chef fondateur de Jaysh al-Islam, ; Hassan Aboud, chef fondateur d'Ahrar al-Cham ; Ahmed Abou Issa, chef fondateur de Suqour al-Cham ; Abou Yahia al-Hamawi, chef d'Ahrar al-Cham ; Abou Jaber, chef d'Ahrar al-Cham puis de Hayat Tahrir al-Cham, ou encore Abou Lôqman, qui devient le chef de l'Amniyat, les services de renseignements de l'État islamique. Selon le chercheur Charles Lister : « Cela aurait pu constituer une tentative d’apaiser le sentiment antigouvernemental grandissant aux quatre coins du pays, mais il s’agissait davantage d’une manière douteuse de manipuler ses adversaires, en relâchant dans la nature ceux qu’il pourrait qualifier de terroristes dans les rangs des opposants au régime ». D'après L'Orient-Le Jour, « la ficelle paraît tellement grosse que certains observateurs occidentaux n’ont pas écarté la thèse d’une manipulation du régime syrien ». Et, en même temps que les islamistes les plus radicaux sont libérés, les contestataires pacifistes, démocrates et laïques sont emprisonnés,.

## Libérations ponctuelles de détenus
Ponctuellement, dans le cadre d'amnisties présidentielles ou d'échanges de prisonniers, des détenus sont libérés, parfois après une dizaine d'années de disparition forcée ou de détention, dont plusieurs passées à Saidnaya. Début mai 2022, plusieurs détenus de Saidnaya sont libérés. Pour certains, le régime avait préalablement fourni des certificats de décès à leur nom,.

## Libération de la prison en 2024
Les détenus sont libérés par les rebelles syriens dans la nuit du 7 au 8 décembre 2024, durant l'offensive rebelle,,,. Selon Mediapart, parmi les détenus libérés figurent « des Syriens mais aussi des Libanais, des Palestiniens, des Irakiens… Des démocrates, des communistes, des trotskistes, des chrétiens, des druzes, des chiites, des frères musulmans, des journalistes, des avocats, des étudiants ». Un nombre important de femmes et d'enfants sont également découverts.
Les Casques blancs se rendent sur place pour mener des fouilles afin de retrouver d'hypothétiques cellules souterraines cachées,. Cependant, le 10 décembre, les Casques blancs annoncent la fin des recherches et déclarent ne pas avoir trouvé d'autres cellules.
Le nombre des prisonniers libérés varie selon les estimations : leur nombre serait de 2 000 selon le The New York Times, d'environ 4 000 selon l'Association des détenus et des disparus de Saidanaya et de peut-être jusqu'à 20 000 d'après les Casques blancs.

## Anciens détenus notables

### Jusqu'en 2011

#### Détenus islamistes et salafistes
- Zahran Alloush, libéré
- Abou al-Athir, libéré
- Abou Yahia al-Hamawi, libéré
- Hachem al-Cheikh, dit Abou Jaber, libéré
- Ali Moussa al-Shawak, dit Abou Lôqman, libéré
- Hassan Aboud, libéré
- Ahmed Abou Issa, libéré

### Autres détenus
- Abdel Akram al-Saqqa, théologien non violent et militant pacifiste, mort en détention

### Pendant la guerre civile
- Bassel Khartabil, militant, exécuté
- Jihad Qassab, footballeur, probablement mort sous la torture
- Shibal Ibrahim, militant kurde, libéré
- Omar Alshogre, étudiant, libéré en juin 2015, contre 20 000 dollars[63]
- Ali Othman, journaliste, probablement mort sous la torture
- Majd Khoulani, militant pacifiste, frère d'Amina Khoulani, probablement mort sous la torture[64]
- Abdelsatar Khoulani, frère de Majd et Amina, probablement mort sous la torture[64]
- Nabil Sharbaji, journaliste et militant pacifiste, mort en détention, probablement sous la torture[65]
- Ahmed Al-Riz, dit Leil, artiste[66]
- Mazen al-Hamada, retrouvé mort lors de la libération de la prison en 2024[67].

### Vidéographie
- [vidéo] En Syrie, la libération de la prison de Sednaya, symbole du tyran Bachar al-Assad, Le HuffingtonPost, 9 décembre 2024.

### Témoignages
- Lucile Wassermann, « A Saydnaya, les gardiens torturent pour le plaisir, sans but, juste pour se distraire », OLJ, 29 mai 2017.
- Louise Audibert, J'ai survécu à Saidnaya, la pire prison de Syrie, VICE, 28 novembre 2018.
- Omar Alshogre, How one man survived Syria's Gulag, the Nation, 30 mai 2019.
- Une peur qui ne nous quitte pas, Amnesty

### Filmographie
- Jonathan Millet, Les Fantômes, 2024, 106 minutes.